# Cangas de Onís

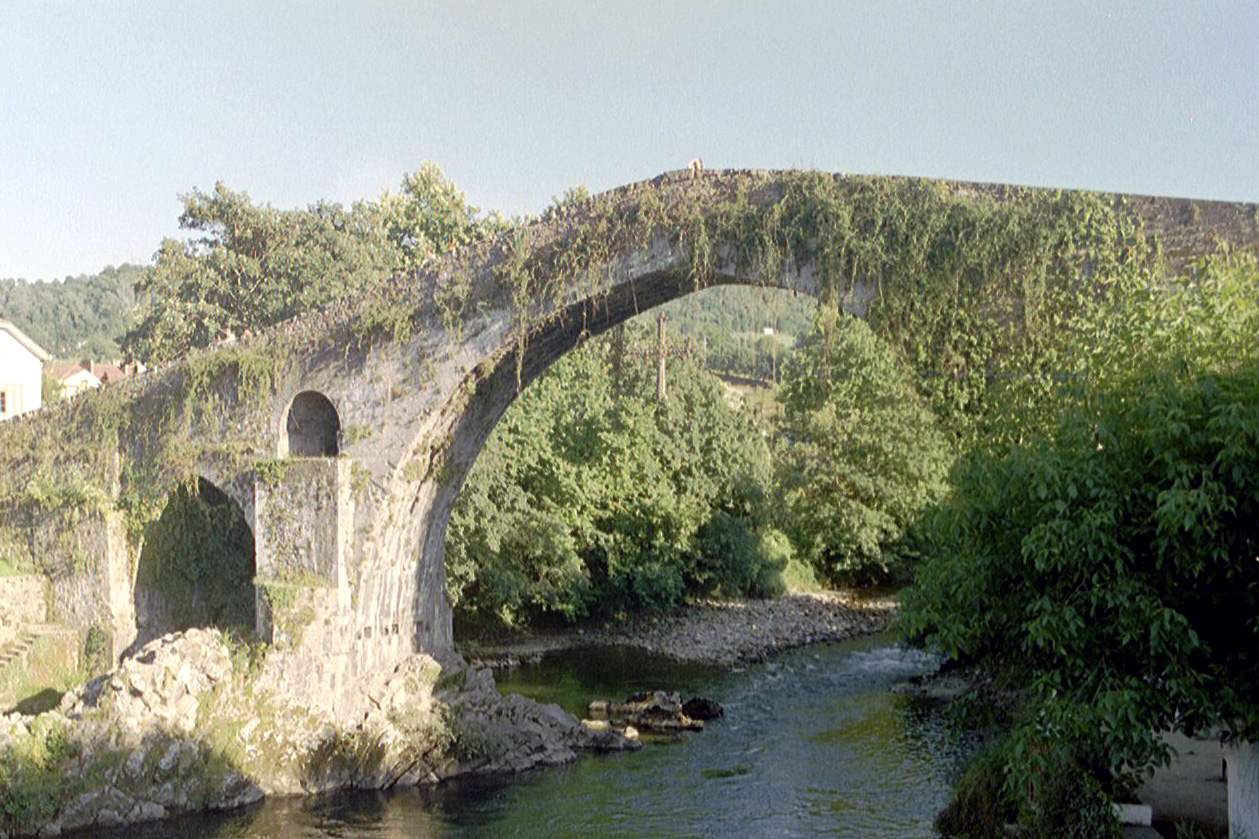
The hump-backed "Roman Bridge" on the Sella River actually dates from the medieval period.

Cangas de Onís (Asturian: Cangues d'Onís) là một đô thị trong cộng đồng tự trị của Công quốc Asturias, Tây Ban Nha.